# 23 أغسطس
- السبت
- الأحد
- الاثنين
- الثلاثاء
- الأربعاء
- الخميس
- الجمعة

- 261 صفر 1447  هـ
- 272 صفر 1447  هـ
- 283 صفر 1447  هـ
- 294 صفر 1447  هـ
- 305 صفر 1447  هـ
- 316 صفر 1447  هـ
- 17 صفر 1447  هـ
- 28 صفر 1447  هـ
- 39 صفر 1447  هـ
- 410 صفر 1447  هـ
- 511 صفر 1447  هـ
- 612 صفر 1447  هـ
- 713 صفر 1447  هـ
- 814 صفر 1447  هـ
- 915 صفر 1447  هـ
- 1016 صفر 1447  هـ
- 1117 صفر 1447  هـ
- 1218 صفر 1447  هـ
- 1319 صفر 1447  هـ
- 1420 صفر 1447  هـ
- 1521 صفر 1447  هـ
- 1622 صفر 1447  هـ
- 1723 صفر 1447  هـ
- 1824 صفر 1447  هـ
- 1925 صفر 1447  هـ
- 2026 صفر 1447  هـ
- 2127 صفر 1447  هـ
- 2228 صفر 1447  هـ
- 2329 صفر 1447  هـ
- 241 ربيع الأول 1447  هـ
- 252 ربيع الأول 1447  هـ
- 263 ربيع الأول 1447  هـ
- 274 ربيع الأول 1447  هـ
- 285 ربيع الأول 1447  هـ
- 296 ربيع الأول 1447  هـ
- 307 ربيع الأول 1447  هـ
- 318 ربيع الأول 1447  هـ
- 19 ربيع الأول 1447  هـ
- 210 ربيع الأول 1447  هـ
- 311 ربيع الأول 1447  هـ
- 412 ربيع الأول 1447  هـ
- 513 ربيع الأول 1447  هـ

23 أغسطس أو 23 آب أو يوم 23 \ 8 (اليوم الثالث والعشرون من الشهر الثامن) هو اليوم الخامس والثلاثون بعد المئتين (235) من السنوات البسيطة، أو اليوم السادس والثلاثون بعد المئتين (236) من السنوات الكبيسة وفقًا للتقويم الميلادي الغربي (الغريغوري). يبقى بعده 130 يوما لانتهاء السنة.

## أحداث
- 1514 - وقوع معركة جالديران بين العثمانيين والصفويين وهي من المعارك الفاصلة في تاريخ الدولة العثمانية واستطاع فيها السلطان سليم الأول الانتصار على الصفويين بقيادة إسماعيل الأول واحتلال عاصمتهم تبريز والسيطرة على مناطق من عراق العجم وأذربيجان وكردستان وشمال عراق العرب.
- 1821 - استقلال المكسيك عن إسبانيا.
- 1833 - تحريم العبودية في المستعمرات الإنجليزية.
- 1839 - بريطانيا تستولي على هونغ كونغ.
- 1889 - أول بث لاسلكي من سفينة إلى اليابسة.
- 1908 - وصول أول رحلة قطار على خط حديد الحجاز إلى المدينة المنورة قادمة من دمشق، في رحلة استغرقت خمسة أيام.
- 1921 - إعلان الملكية في العراق وتنصيب فيصل نجل الشريف حسين ملكًا عليها.
- 1939 - أدولف هتلر وجوزيف ستالين يوقعان معاهدة عدم اعتداء ويتقاسمان دول البلطيق وفنلندا وبولندا.
- 1982 - انتخاب بشير الجميّل رئيسًا للجمهورية اللبنانية.
- 1990 -
  - الجمهورية الألمانية الديمقراطية وجمهورية ألمانيا الاتحادية تعلنان نيتهما الاتحاد في 3 أكتوبر من نفس العام.
  - الرئيس العراقي صدام حسين يظهر بالتلفاز مع الرهائن الغربيين مما أثار موجة غضب عالمية.
  - أرمينيا تعلن استقلالها عن الاتحاد السوفيتي من جانب واحد.
- 1991 - الاتحاد السوفيتي يُعلِن حل جهاز الاستخبارات السوفيتية كي جي بي بعد تورطهِ في انقلاب فاشل.
- 2000 - سقوط طائرة تابعة لشركة طيران الخليج من نوع إيرباص A320 كانت قادمة من القاهرة في مياه الخليج العربي قرب البحرين، وأدى الحادث إلى مقتل جميع ركابها البالغ عددهم 143 شخصًا.
- 2005 - سقوط طائرة ركاب في بيرو يؤدي إلى مصرع جميع ركابها والطاقم البالغ عددهم 51 شخص.
- 2008 - مرشح الحزب الديمقراطي لانتخابات الرئاسة الأمريكية باراك أوباما يختار السيناتور جو بايدن لمنصب نائب الرئيس في حال فوزه.
- 2013 - مقتل 49 وإصابة أكثر من 800 آخرين في تفجيرين استهدفا مسجدين في مدينة طرابلس اللبنانية.
- 2015 - تنظيم داعش يُفجِّر معبد بعل شمين الكنعاني الأثري الواقع في مدينة تدمر.
- 2019 - المعهد البرازيلي الوطني لِأبحاث الفضاء يُعلن أنه ضبط أكثر من 39,000 حريقًا في الغابات المطيرة لِلأمازون مُنذُ شهر كانون الثاني (يناير) الماضي.
- 2020 -
  - عدد الإصابات المؤكدة بجائحة كورونا يتخطّى حاجز 23 مليون شخص حول العالم، من بينهم أكثر من 800 ألف حالة وفاة وحوالي 14 مليونًا و842 ألف حالة تماثلت للشفاء.
  - بايرن ميونخ الألماني يحقق بطولة دوري أبطال أوروبا للمرة السادسة في تاريخه بعد فوزه 1-0 على باريس سان جيرمان في النهائي.
- 2023 -
  - تحطم طائرة خاصة في رحلة من موسكو إلى بطرسبرغ، ذكرت المصادر الرسمية أن يفجيني بريجوچين ودميتري أوتكين كانا على متنها.
  - هبوط مركبة الفضاء الهندية تشاندريان 3 على القطب الجنوبي للقمر.

## مواليد
- 1740 - إيفان السادس، إمبراطور روسيا.
- 1754 - لويس السادس عشر، ملك فرنسا.
- 1906 - هايدي تمزالي، ممثلة تونسية.
- 1910 - جوزيبي مياتزا، لاعب كرة قدم إيطالي.
- 1913 - عبد السلام النابلسي، ممثل لبناني من أصول فلسطينية.
- 1914 - عبد الله المبارك الصباح، نائب حاكم الكويت من عام 1950 حتى عام 1961.
- 1921 - كينيث أرو، اقتصادي أمريكي حاصل على جائزة نوبل في العلوم الاقتصادية عام 1972.
- 1923 -
  - نازك الملائكة، أديبة عراقية.
  - إدجار كود، عالم حاسوب بريطاني.
- 1924 - روبرت سولو، اقتصادي أمريكي حاصل على جائزة نوبل في العلوم الاقتصادية عام 1987.
- 1932 - هواري بومدين، رئيس الجزائر الثاني.
- 1933 - روبرت كيرل، عالم كيمياء أمريكي حاصل على جائزة نوبل في الكيمياء عام 1996.
- 1944 - محسن زايد، كاتب مصري.
- 1949 - شيلي لونج، ممثلة أمريكية.
- 1951 -
  - نور الحسين، زوجة ملك الأردن الحسين بن طلال.
  - أحمد قديروف، رئيس الشيشان.
- 1952 - كارلوس سانتيانا، لاعب كرة قدم إسباني.
- 1969 - طارق الناصر، موسيقي أردني.
- 1971 - ديميتريو ألبرتيني، لاعب كرة قدم إيطالي.
- 1974 - قسطنطين نوفوسيلوف، عالم فيزياء روسي بريطاني حاصل على جائزة نوبل في الفيزياء عام 2010.
- 1975 - مشيرة أحمد، ممثلة مصرية.
- 1976 - سكوت كان، ممثل أمريكي.
- 1977 - كينتا مياكي، ممثل أداء صوتي ياباني.
- 1981 -
  - ستيفان لوبوي، لاعب كرة قدم إيفواري.
  - كارلوس كويلار، لاعب كرة قدم إسباني.
- 1984 - غلين جونسون، لاعب كرة قدم إنجليزي.
- 1992 - لينارد سواح، لاعب كرة قدم ألماني.

## وفيات
- 30 ق.م - بطليموس الخامس عشر، آخر ملوك الفراعنة البطالمة.
- 93 - نيياس جولياس أغريقولا، قائد روماني.
- 634 - أبو بكر الصديق، أول الخلفاء الراشدون.
- 1305 - ويليام والاس، فارس اسكتلندي.
- 1806 - شارل أوغستان دي كولوم، عالم فيزياء فرنسي.
- 1900 - كيوتاكا كورودا، رئيس وزراء اليابان.
- 1920 - محمد مجدي باشا، عالِم حقوقي مصري.
- 1926 - رودلف فالنتينو، ممثل إيطالي.
- 1927 - سعد زغلول، رئيس وزراء مصر.
- 1965 - مصطفى النحاس، رئيس وزراء مصر.
- 1969 - أحمد بدرخان، مخرج مصري.
- 1982 - ستانفورد مور، عالم كيمياء حيوية أمريكي حاصل على جائزة نوبل في الكيمياء عام 1972.
- 1984 - نديم الحكيم، ضابط، وقائد عسكري لبناني.
- 1997 - جون كندرو، عالم كيمياء حيوية بريطاني حاصل على جائزة نوبل في الكيمياء عام 1962.
- 2000 - سامي المنيس، سياسي كويتي.
- 2008 - توماس ولر، عالم أمريكي في علم الفيروسات حاصل على جائزة نوبل في الطب سنة 1954.
- 2018 - ياسر المصري، ممثل أردني.

## أعياد ومناسبات
- اليوم العالمي لإحياء ذكرى تجارة الرقيق والقضاء عليها.
- عيد التحرير في رومانيا.
- عيد العلم في أوكرانيا.

## وصلات خارجية
- وكالة الأنباء القطريَّة: حدث في مثل هذا اليوم.
- النيويورك تايمز: حدث في مثل هذا اليوم.
- BBC: حدث في مثل هذا اليوم.